# 锦屏水电枢纽
锦屏水电枢纽，位于中国四川省凉山彝族自治州木里、盐源、冕宁三县交界处的雅砻江干流锦屏大河湾上，是雅砻江卡拉至江口河段水电规划梯级开发的重要电站，位于已建成的二滩水电站上游。主要包括锦屏一级水电站、锦屏二级水电站、对外交通工程、站内交通工程等。总装机容量超过800万千瓦。最大坝高超过300米，是世界上最高的建成大坝。

## 交通

### 锦屏山隧道
是沟通雅砻江东西段的重要通道，是锦屏水电枢纽前期控制性工程，发挥交通、试验、科研等关键作用。采用上下行分离式隧道（A、B线）， A线全长17485.07米，B线全长17504.245米，其中埋深大于1500米的连续洞段长12.8公里，占隧道全长的73.1%，最大埋深2375米。A、B线间隔35米，每500～600米设置一个横通道与紧急停车带。隧道纵断面呈“人”字坡，最大纵坡为2.5%。洞内设有两处平曲线，半径分别为1200米、500米。隧道断面采用城门洞形， A线正洞断面5.7米×5.764米～7.0米×7.483米，面积33.9～48.5平方米，B线正洞断面6.2米×6.7米～7.5米×8.126米，面积39.6～55.5平方米。设计行车速度40公里/小时。隧道穿越锦屏山F6大断裂、F5、F25等多条断层，岩溶发育程度一般，以溶蚀管道为主。围岩完整性较好，以Ⅱ、Ⅲ类为主，少量Ⅳ、Ⅴ类，岩石单轴抗压强度60～120兆帕。主要不良地质表现为突涌水（砂）、高地应力岩爆（80MPa）和坍塌等。工程于2003年8月开工建设，2011年8月完工，总投资12.72亿元人民币。曾荣获2008年度四川省科技进步奖三等奖、2010年度四川省住房城乡建设厅“四川省建设工程天府杯银奖”。
中国锦屏地下实验室（CJPL）设置在锦屏山隧道中部，为世界上最深的地下实验室，主要开展暗物质探测、地下核天体物理实验、太阳中微子等重大基础性前沿课题。

### 里庄隧道
位于凉山彝族自治州冕宁县境内，是锦屏水电枢纽对外交通专用公路的主要控制性工程之一，由二滩水电开发有限责任公司投资建设。位于二滩水电站上游，起自羊房沟沟口雅砻江左岸，穿越雅砻江岸沿江陡岩区域，顺江而下至海腊沟沟口出洞，全长7147米。设计速度40公里/小时，路基宽度10.5米，路面宽度9.5米，水泥混凝土路面，车辆荷载按汽车-40级（计算荷载），挂车-300（验算荷载）设计，隧道设计限界10.5×5.3米，隧道中部通过电站重大件外形控制尺寸：变压器5.3×3.77×3.92米（长×宽×高）、转轮∅6.8×2.7米。